# Proviantgården
Proviantgården, også kaldet Provianthuset, er en bygning i København, beliggende på Slotsholmen. Oprindeligt en del af Christian den 4.'s krigshavn. Det huser i dag medlemmer af Folketinget, medlemmer af Folketingets administration samt læsesal for Rigsarkivet. 
Proviantgården blev opført under Christian den 4. i 1604. Det skulle angiveligt være bygget af sten fra de nedrevne katolske kirker i Roskilde. Det blev opført på en inddæmmet plads syd for Københavns Slot som en del af Tøjhuskomplekset. Proviantgården var således en del af krigshavnen og tjente som forrådsmagasin for flåde og hær. Mellem Proviantgården og Tøjhuset lå der dengang en lille havn, udgravet i 1598, hvor skibe med proviant kunne gå ind og lægge til kaj. Havnen blev nedlagt i 1867-68, og på pladsen ligger nu Det Kongelige Biblioteks have. 
Proviantgården har været hærget af brand tre gange i henholdsvis 1626, 1719 og 1992. Af den oprindelige bygning er derfor kun murværket tilbage. 
55°40′30″N 12°34′56″Ø / 55.67489°N 12.58222°Ø